# Bank Lombard Odier & Co
Bank Lombard Odier & Co, Банк Ломбар Одье и Ко — швейцарский частный банк, был основан в 1796 году и считается старейшим в Швейцарии. Штаб-квартира расположена в Женеве. В списке крупнейших компаний мира по управлению активами за 2022 год дочерняя компания Lombard Odier Investments заняла 220-е место ($75 млрд).

## История
В 1796 году Анри Хенч основал в Женеве банк Hy Hentsch & Cie, в 1798 году в нём партнёром стал Жан Гедеон Ломбар, и банк был переименован в Henri Hentsch & Lombard. Однако в 1800 году партнёрство было расторгнуто, Ломбар основал свой банк, Lombard Lullin & Cie. Банк занимался кредитованием горнодобывающей промышленности. В 1872 году участвовал в создании первого Женевского общества по страхованию жизни, основанного Джеймсом Одье и Жюлем Дарье-Рэем. В 1875 году банк выступил соучредителем Женевской биржи (Bourse de Genève). В 1880 году принимал участие в финансировании строительства швейцарских железных дорог.
В 1951 году банк открыл первое зарубежное отделение в Монреале. В 1979 году первым из европейских финансовых институтов разместил свои акции на Нью-Йоркской фондовой бирже. В 2002 году в результате слияния Lombard, Odier & Cie и Darier, Hentsch & Cie образовался банк Lombard, Odier, Darier, Hentsch & Cie. В 2011 году название было сокращено до Lombard Odier & Cie, а в 2014 году — Lombard Odier & Co AG.
В 2010 году было открыто представительство в Москве.

## Собственники и руководство
Группа Pictet является частной, её владельцы — партнёры, среди них по состоянию на 2022 год были Александр Целлер (Alexandre Zeller), Дени Питте (Denis Pittet), Анника Фалькенгрен (Annika Falkengren), Фредерик Роша (Frédéric Rochat), Хуберт Келлер (Hubert Keller), Жан-Паскаль Поршеро (Jean-Pascal Porcherot).

## Деятельность
Основным направлением деятельности банка является управление частным и корпоративным капиталом, основной источник выручки — комиссионные при осуществлении инвестиционный операций. По состоянию на конец июня 2023 года под управлением и на хранении банка было 308 млрд швейцарских франков.